# 稲荷鬼王神社
稲荷鬼王神社（いなりきおうじんじゃ） とは、東京都新宿区歌舞伎町にある神社。

## 概要
JR新大久保駅の南東約400メートルに鎮座する。鬼の福授けの社として信仰を集め「撫で守り」の授与で有名である。皮膚病・その他病気平癒に御利益がある。境内の三島神社に祀られている恵比寿神は新宿山ノ手七福神の一つである。

## 由緒
天保2年（1831年）、大久保村の氏神であった稲荷神と、熊野から勧請されていた鬼王権現を合祀し、稲荷鬼王神社となった。熊野の鬼王権現は現存していないため、「鬼王」の名を持つ日本唯一の神社となっている。また、大祭で担がれる宮御輿は、鬼面が彫られた珍しいものである。
祭神は、稲荷神の宇迦之御魂神、鬼王権現の月夜見命・大物主命・天手力男命。また、大久保村が祀っていた神々（火産霊神など）も明治時代に合祀されている。神社の名前から誤解されやすいが、「鬼」を祭神としているわけではない。
他、平将門の幼名が「外都鬼王（げづおにおう）」「鬼王丸」といったことから、名前を取ったという伝承もある。

## 歴史
- 承応2年（1653年）：諏訪神社境内にあった福瑳稲荷を大久保村に勧請し、氏神として稲荷神社を創建。
- 宝暦2年（1752年）：田中清右衛門が病気平癒を得、紀州熊野の鬼王権現を勧請。
- 文化年間（1804 - 1818年）：松平出雲守より、同家の祈願所であった東大久保の二尊院に恵比寿像が寄進される。
- 天保2年（1831年）：稲荷神と鬼王権現を合祀し、稲荷鬼王神社と命名。
- 嘉永6年（1853年）：二尊院が火事に遭い、鬼王神社社家の大久保氏が恵比寿像を自宅に遷座。後に当社の境内に祀りなおす（境内社・三島神社）。
- 明治27年（1894年）：古来よりこの地にあった浅間神社を、稲荷鬼王神社に合祀。
- 昭和5年（1930年）：境内社として浅間神社を再興。境内に富士塚（西大久保の厄除け富士）を造成。
- 昭和43年（1968年） ：社殿再建。富士塚を二分する。

## 境内社
三島神社
祭神は事代主命。恵比寿神として、新宿山ノ手七福神の一つに数えられる。毎年10月19・20日の大祭「恵比寿祭」では、境内にべったら漬を売る露天などが並び賑わう。この祭りでべったら漬を買うと金運が付くといわれており、「べったら祭」とも呼ばれる。
浅間神社
祭神は木花開夜昆賣命。全国から取り寄せた石で造られた富士塚の頂上にある。

## 文化財
水鉢 - 新宿区指定有形文化財（彫刻）
江戸時代の造立とされる、石造の水鉢。しゃがんだ鬼の頭に、鬼より大きな手水鉢を乗せた姿をしている。伝承によると、毎晩この水鉢から水を浴びるような音がするため、持ち主が切りつけたところ病気や災難に見舞われ、神社に奉納したものであるという。

## その他
「豆腐断ち」と「撫で守り」
湿疹・腫物その他諸病一切について御利益のあるという、「撫で守り」を授与している。この神社に豆腐を奉納し、病が治るまでの間本人（あるいは代理人）が豆腐を食べない「豆腐断ち」をし、授与された「撫で守り」で患部をなでると平癒するといわれている。
「福は内、鬼は内」
鬼を春の神とみなし、この神社では節分の豆まきに、「福は内、鬼は内」と唱える。
新宿タイガー
新宿の名物おじさん。新聞配達員。タイガーさん（タイガーマスクを着用）は鬼王神社でタイガーのお面を見て、タイガーになろうと決意した。

## ギャラリー

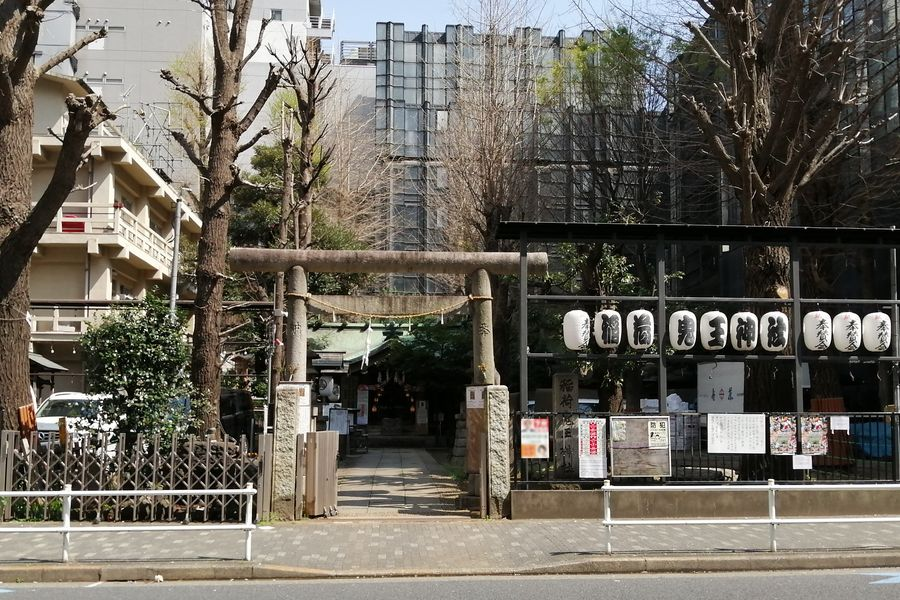
表通りから見る。左の白い建物が社務所。
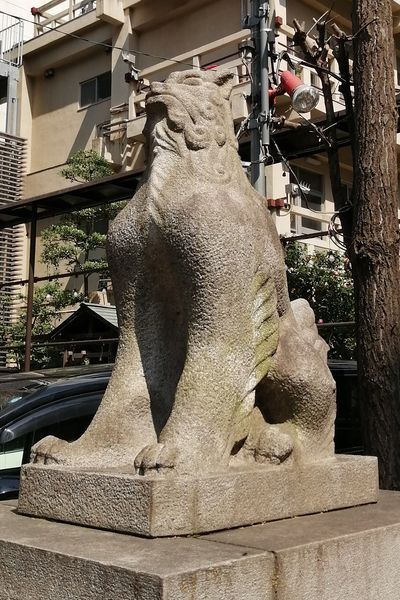
鳥居そばの狛犬・左。
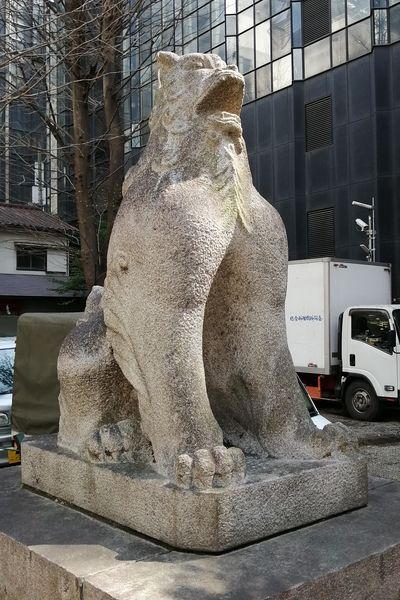
鳥居そばの狛犬・右。
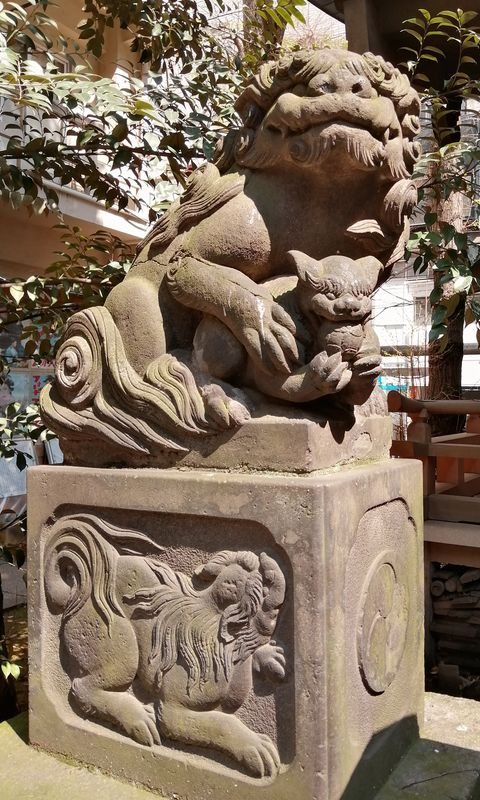
社殿前の狛犬・左。子犬が珠をくわえている。
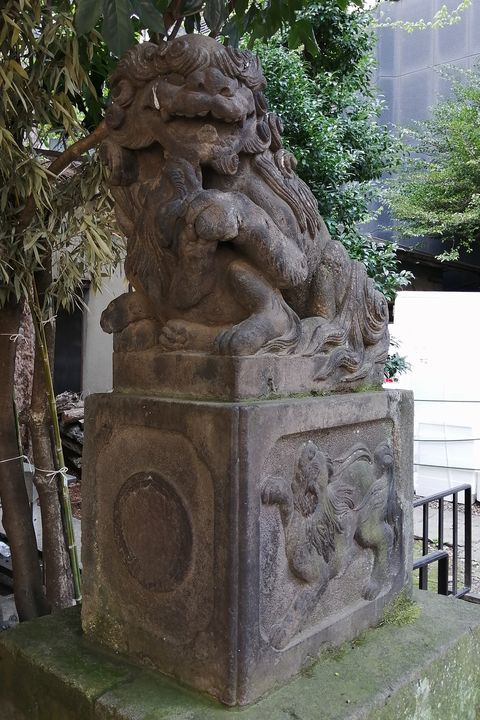
社殿前の狛犬・右。子犬がじゃれついている。
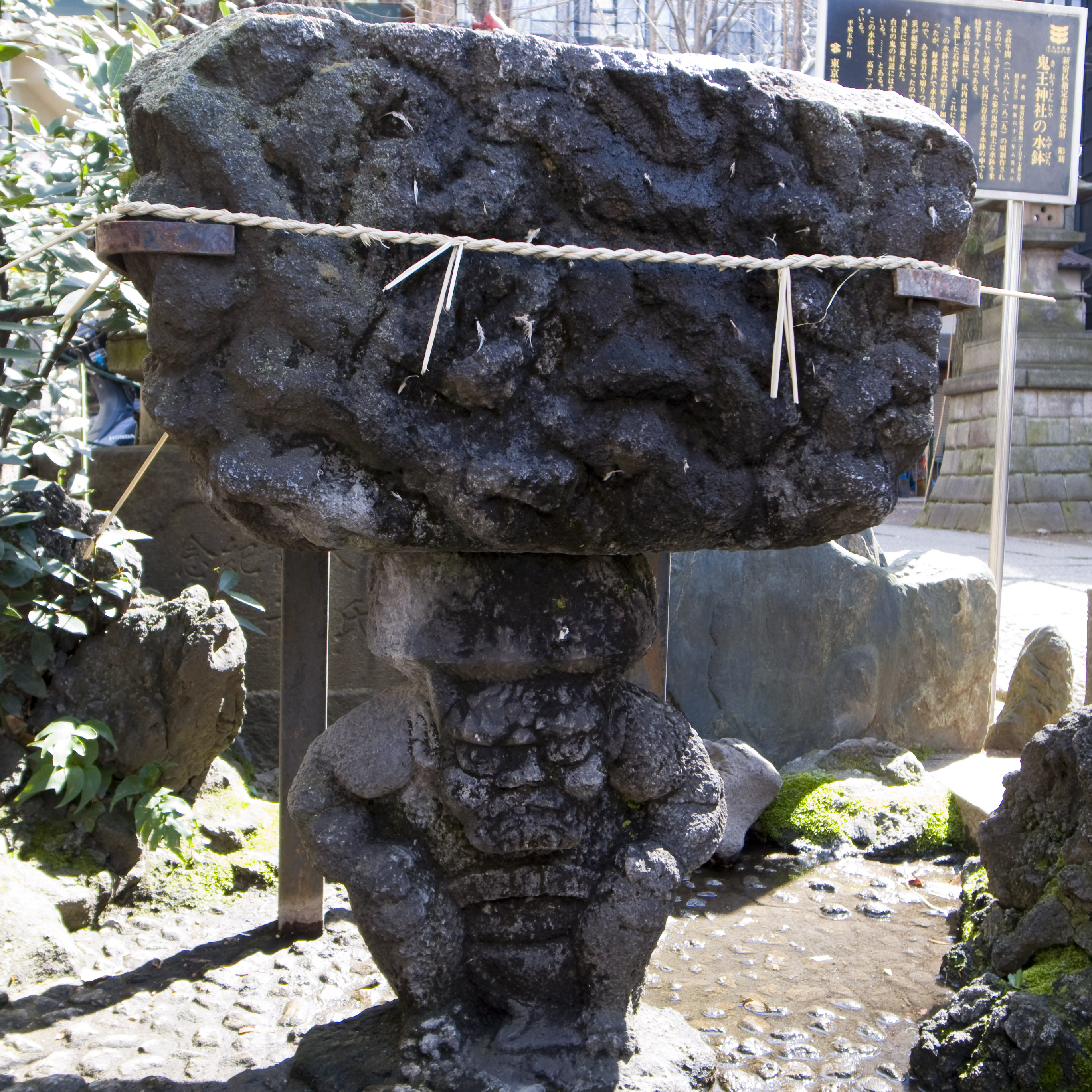
水鉢
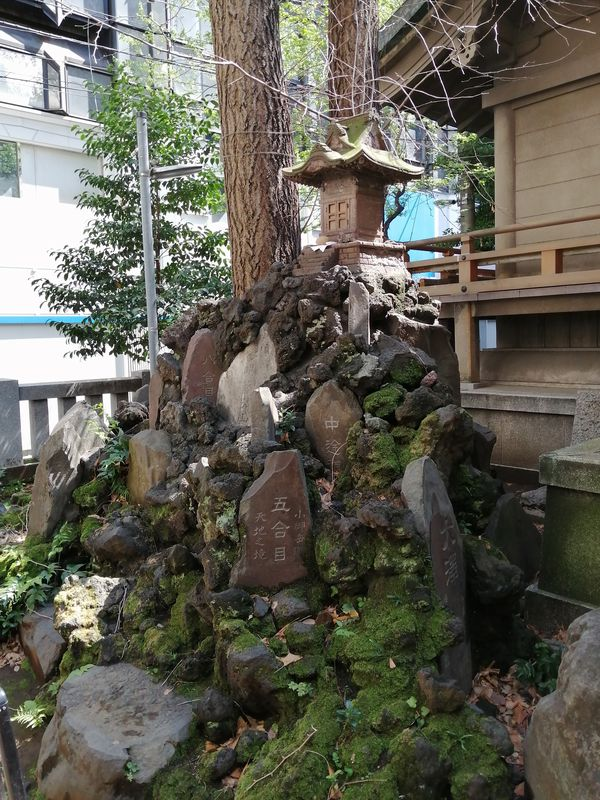
富士塚
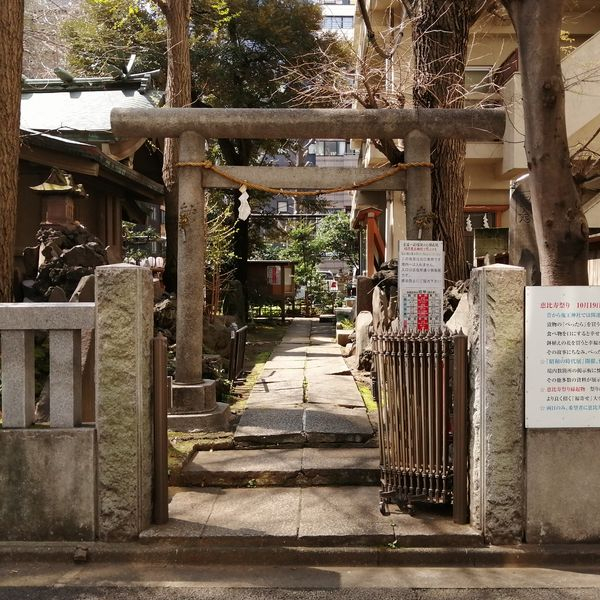
東側の鳥居。左に富士塚と社殿、右に社務所。
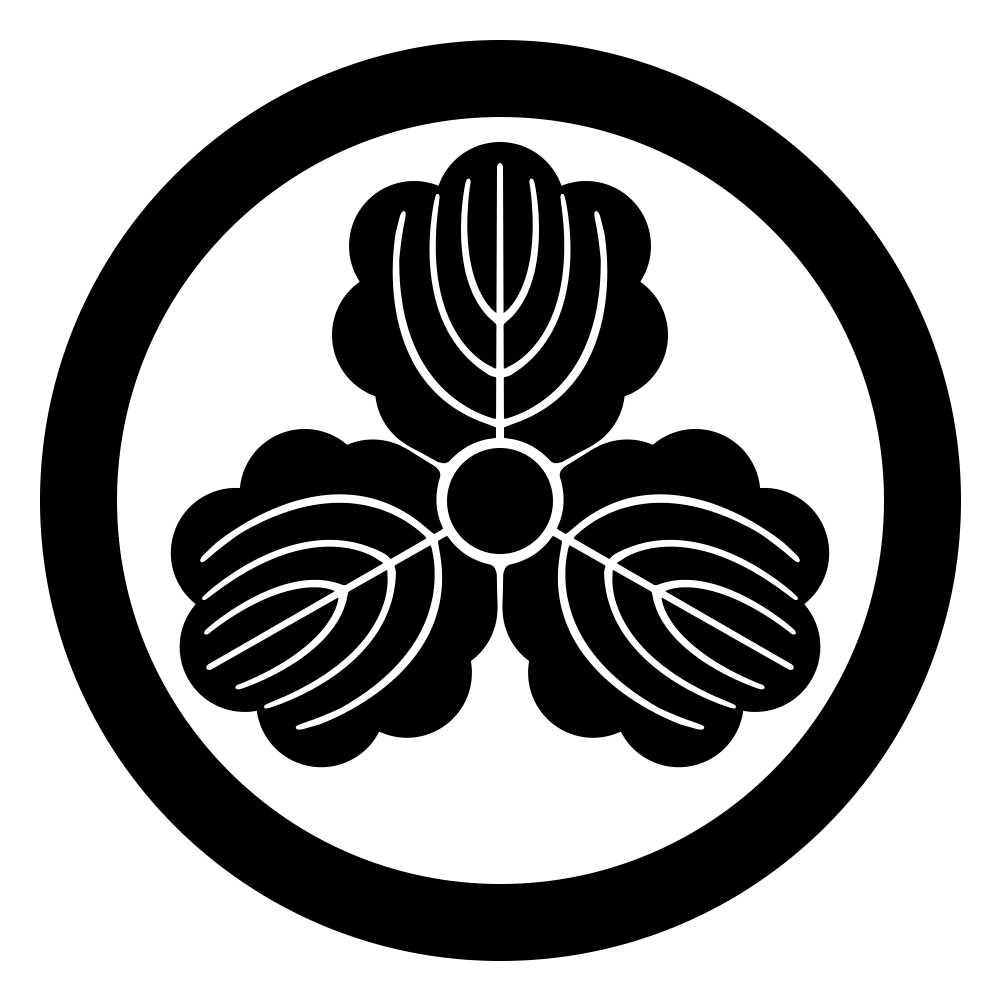
まるにみつかしわ 丸に三つ柏（神紋）

## 氏子地域
- 新宿区歌舞伎町二丁目（全域）
- 新宿区大久保一丁目1～2･8･11～13･17
- 新宿区新宿六丁目27（一部）･28～29、七丁目26・27（各一部）

## 鬼王神社が出てくる作品
- 歌舞伎町セブン (誉田哲也)
- 真夜中のオカルト公務員 (たもつ葉子)※アニメのみ/4話

## 文献
- 新宿歴史博物館編集『新宿文化財ガイド（改訂版）』(財)新宿区生涯学習財団 2007年

※他に、稲荷鬼王神社社務所配布の『稲荷鬼王神社由緒』を参考としている。